# Göllner Erzsébet
Göllner Erzsébet (Alžbeta Göllnerová-Gwerková; Feketebalog, 1905. október 19. - 1944. december 18.) szlovák irodalomtörténész, hungarológus, műfordító.

## Élete
Szülei Göllner Károly evangélikus közjegyző és Holéczy Otília voltak. Szüleit az első világháborút követően betegség következtében korán elvesztette. Ezután anyai nagyszülei nevelték.
1917-1919 között kereskedelmi iskolát végzett. 1919-1925 között a besztercebányai gimnáziumban tanult, majd 1925-1930 között a prágai Károly Egyetemen történelmet, cseh, szlovák és magyar nyelvet tanult és doktori fokozatot szerzett. Ezen kívül a Sorbonne és a Kolozsvári Egyetem hallgatója is volt. Főként a felvidéki bányászfelkelések témáját kutatta, de hungarisztikával is foglalkozott. A progresszív magyar szerzők (Szabó Dezső, Mikszáth Kálmán) műveit fordította, illetve irodalomtudományi tanulmányokat írt. Jarmila Zikmundovával a nőknek szóló, demokráciáról írt tankönyvének mindkét kiadását betiltották.
1938-ban tanulmányi szabadságon volt. A Prúdy és Družstevní práce szerkesztőbizottsági tagja volt.
Férje Gwerk Ödön (1895-1956) festőművész volt. Pozsonyban ismerkedtek meg, ahol Erzsébet az Eötvös Józsefről írt habilitációs munkáját készítette a hungarisztika területén. Szakmai kutatásai keretében a magyar kisebbség képviselőinek csehszlovákiai helyzetével kapcsolatban kereste fel Gwerket. 1938 júliusában Prágában házasodtak össze. Később a Comenius Egyetem hungarisztika tanszékét megszüntették, ezért 1938-ban Selmecbányára költöztek. Mindketten bekapcsolódtak az ellenállási mozgalomba, és állítólag a városi rádióban arra buzdította az embereket, hogy vegyenek részt a Szlovák nemzeti felkelésben. A felkelés leverése után egy ideig bujkáltak, később azonban Gwerk egészségi állapota miatt vissza kellett térniük selmeci otthonukba. 1944. november 10-én, mint az antifasiszta mozgalom tagját a Gestapo elfogta. A keremcsei mészárlás során kivégezték. Gwerk a halála után megtört.

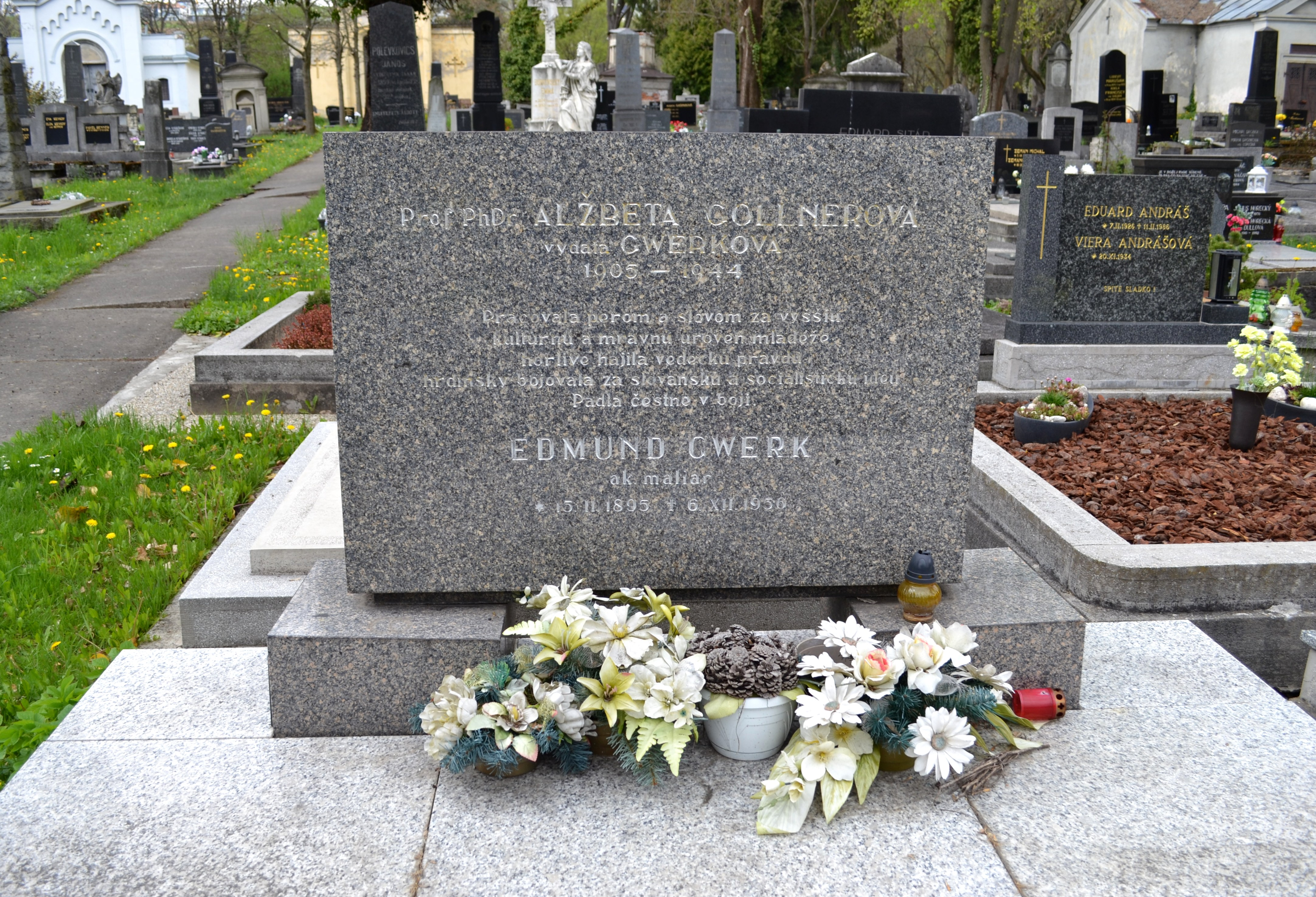
Sírköve

Sírhelye védett műemlék.

## Emléke és elismerései
- Utca viseli nevét Pozsonyligetfalun és Selmecbányán
- 2022 Ľudovít Štúr-rend I. osztálya (in memoriam)[7]

## Művei
Eötvös Józsefről szlovák nyelven megjelent művét nem fogadták pozitívan magyar szakmai körökben.
- A romanticizmus és a liberalizmus Eötvös József műveiben. Pécsi Magyar Női Szemle 1936 november.
- 1937 József Eötvös - Štúdia literárne historická
- 1938 Žena novej doby (tsz. Jarmila Zikmundová)